# نيويورك سيتي إي بريكس 2017
نيويورك سيتي إي بريكس 2017 (بالإنجليزية: 2017 New York City ePrix)‏ هو سباق سيارات فورمولا إي الكهربائية أقيم بتاريخ 15 يوليو 2017 في Brooklyn Street Circuit ‏، الولايات المتحدة، وكان السباق 9 من أصل 12 في بطولة العالم للفورمولا إي 2016–17، وكان أول المنطلقين أليكس لين ‏.
فاز بالمركز الأول  سام بيرد ‏، وكان صاحب أسرع لفة مارو إنغل ‏.